# Philipp Harant
Philipp Harant (* 20. Februar 1999 in Schönebeck (Elbe)) ist ein deutscher Fußballspieler.

## Karriere
Er begann mit dem Fußballspielen 2003 beim Schönebecker SV. Vom Schönebecker SC 1861, wohin es ihn 2009 zog, wechselte er 2010 in die Jugendabteilung des 1. FC Magdeburg und durchlief alle Nachwuchsabteilungen des Klubs. Insgesamt absolvierte er in den Jahren 2014 bis 2016 46 Spiele (sechs Tore) in der B-Junioren-Bundesliga. In Magdeburg wurde er im Jahr 2018 auch mit einem ersten Profivertrag ausgestattet. Um Spielpraxis zu sammeln, wurde er im Januar 2019 an den VfB Germania Halberstadt in die Regionalliga Nordost verliehen. Dort absolvierte er 13 Spiele und erreichte das Landespokalfinale, welches allerdings am 25. Mai 2019 gegen den Halleschen FC mit 0:2 verloren wurde.
Nach seiner Rückkehr zum 1. FC Magdeburg kam er auch zu seinem ersten Einsatz im Profibereich in der 3. Liga, als er am 20. Juli 2019, dem 1. Spieltag, bei der 2:4-Heimniederlage gegen Eintracht Braunschweig durch Trainer Stefan Krämer in der 87. Spielminute für Jürgen Gjasula eingewechselt wurde. Über die Saison 2019/20 hinweg folgten noch weitere sechs Drittliga-Einsätze, ehe er aufgrund eines erlittenen Bänderrisses im Spiel gegen Hansa Rostock die Saison vorzeitig beenden musste. Unter Magdeburg-Trainer Thomas Hoßmang debütierte Harant am 13. September 2020 im DFB-Pokal beim Heimspiel gegen den SV Darmstadt 98, als er in der 86. Spielminute für Timo Perthel eingewechselt wurde. Nach einer 2:0-Führung zur Halbzeit ging die Partie letztlich nach Verlängerung 2:3 verloren und schied somit in der 1. Hauptrunde aus. Harants erster Einsatz im Drittligabetrieb der Saison 2020/21 ließ bis zum 21. Spieltag auf sich warten. Er erhielt einen siebenminütigen Kurzeinsatz gegen den TSV 1860 München. Im Laufe der restlichen Saison absolvierte er noch in weitere vier Kurzeinsätze für die Elbestädter und schaffte am Ende den Klassenerhalt.
Um mehr Spielpraxis zu erlangen, verlieh der 1. FC Magdeburg Harant erneut. Für die Saison 2021/22 diesmal an den Viertligisten Berliner AK 07.